# Techmaninalli
Techmaninalli är en ort i Mexiko.   Den ligger i kommunen Tianguistenco och delstaten Mexiko, i den sydöstra delen av landet, 40 km sydväst om huvudstaden Mexico City. Techmaninalli ligger 2 823 meter över havet och antalet invånare är 636.
Terrängen runt Techmaninalli är lite bergig, och sluttar västerut. Runt Techmaninalli är det ganska tätbefolkat, med 207 invånare per kvadratkilometer. Närmaste större samhälle är San Mateo Atenco, 18,4 km nordväst om Techmaninalli. I omgivningarna runt Techmaninalli växer i huvudsak blandskog.